# Łabuń długonogi
Łabuń długonogi (Leiobunum limbatum) – gatunek kosarza z podrzędu Eupnoi i rodziny Sclerosomatidae.

## Budowa ciała
Długość ciała samicy wynosi od 5,3 do 7,4 mm, zaś samca od 3,9 do 4,6 mm. Odnóża czarniawe, tylko uda i golenie z białawym pierścieniem. Najdłuższe odnóża drugiej pary do 92 mm długości. Uda z drobnymi kolcami, pozostałe segmenty nieuzbrojone. Ciało samca ubarwione jaskrawo ceglasto z ciemnym obramowaniem na grzbietowej stronie. Ciało samicy ubarwione rudo z ciemną plamą i szarym poprzecznym pasem. Przed oczami jaśniejsze pole z ciemną plamą, na której znajduje się guzek oczny. Guzek oczny u obu płci mały, wysoki i pozbawiony kolców. Oczy z ciemnym obramowaniem.

## Biotop
Występuje zarówno w wilgotnych jak i suchych lasach. W ciągu dnia bytuje na ścianach budynków, tworząc skupiska do 40 osobników. W górach sięga do wysokości 2000 m n.p.m.

## Występowanie
Kosarz ten zamieszkuje środkowy pas Europy od Alp po Szwecję. Wykazany również z Polski, po raz pierwszy przez Jana Rafalskiego w 1985 roku.